# پاسکال شانتور
پاسکال شانتور (فرانسوی: Pascal Chanteur‎؛ زادهٔ ۹ فوریهٔ ۱۹۶۸) دوچرخه‌سوار اهل فرانسه است.